# تایلند مرکزی

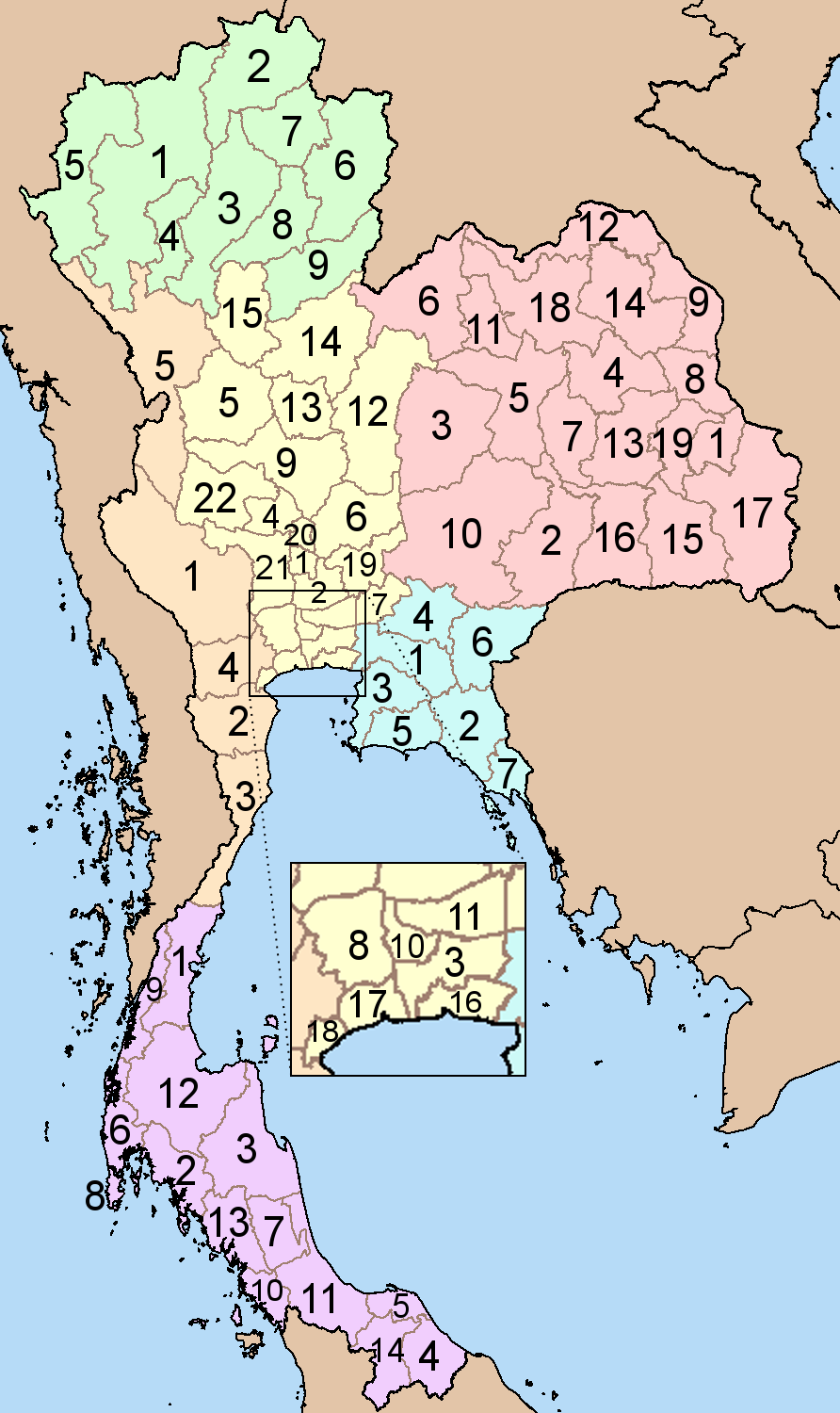
نقشهٔ تایلند و شش ناحیه آن. ناحیه مرکزی با رنگ زرد مشخص شده است.

تایلند مرکزی، یکی از شش منطقه جغرافیایی کشور تایلند است که بر اساس تقسیمات کشوری این کشور تعریف می‌شود.
منطقه مرکزی تایلند شامل ۲۲ استان به شرح زیر است:
1. آنگ تونگ
2. آیوتتایا
3. بانکوک
4. چای نات
5. کامفائنگ فت
6. لوپبوری
7. ناخون نایوک
8. ناخون پاتوم
9. نونتابوری
10. فرا ناخون سی آیوتتایا
11. ساموت پراکان
12. ساموت ساخون
13. ساموت سونقخرام
14. سارابوری
15. سینگ بوری
16. سوپان بوری
17. ناخون ساوان
18. فتچابون
19. فیچیت
20. فیتسانولوک
21. سوخوتای
22. یوتای تانی